# A-League 2018/2019
A-League 2018/2019 var den 42:a säsongen av Australiens högstaliga i fotboll, den 14:e säsongen sedan starten av A-League. Perth Glory vann grundserien och tog sin första Premiers-titel, i finalen besegrades dock Perth Glory av Sydney FC efter straffsparksläggning, Sydney som tog sin fjärde mästerskapstitel.

## Lag, städer och arenor
| Lag                      | Delstat           | Ort        | Arena                  | Kapacitet |
| ------------------------ | ----------------- | ---------- | ---------------------- | --------- |
| Adelaide United          | South Australia   | Adelaide   | Coopers Stadium        | 17 000    |
| Brisbane Roar            | Queensland        | Brisbane   | Suncorp Stadium        | 52 500    |
| Central Coast Mariners   | New South Wales   | Gosford    | Central Coast Stadium  | 20 119    |
| Melbourne City           | Victoria          | Melbourne  | AAMI Park              | 30 050    |
| Melbourne Victory        | Victoria          | Melbourne  | Marvel Stadium         | 56 347    |
| Melbourne Victory        | Victoria          | Melbourne  | AAMI Park              | 30 050    |
| Newcastle United Jets    | New South Wales   | Newcastle  | McDonald Jones Stadium | 33 000    |
| Perth Glory              | Western Australia | Perth      | NIB Stadium            | 20 500    |
| Perth Glory              | Western Australia | Perth      | Perth Stadium          | 60 000    |
| Sydney                   | New South Wales   | Sydney     | Sydney Cricket Ground  | 48 000    |
| Sydney                   | New South Wales   | Sydney     | Jubilee Oval           | 20 505    |
| Sydney                   | New South Wales   | Sydney     | Leichhardt Oval        | 20 000    |
| Wellington Phoenix       | i.u.              | Wellington | Westpac Stadium        | 34 500    |
| Western Sydney Wanderers | New South Wales   | Sydney     | ANZ Stadium            | 84 000    |
| Western Sydney Wanderers | New South Wales   | Sydney     | Spotless Stadium       | 24 000    |

## Grundserien

### Poängtabell
| Nr | Lag                      | S  | V  | O | F  | GM | IM | MS  | P  |
| -- | ------------------------ | -- | -- | - | -- | -- | -- | --- | -- |
| 1  | Perth Glory              | 27 | 18 | 6 | 3  | 56 | 23 | +33 | 60 |
| 2  | Sydney                   | 27 | 16 | 4 | 7  | 43 | 29 | +14 | 52 |
| 3  | Melbourne Victory (RM)   | 27 | 15 | 5 | 7  | 50 | 32 | +18 | 50 |
| 4  | Adelaide United          | 27 | 12 | 8 | 7  | 37 | 32 | +5  | 44 |
| 5  | Melbourne City           | 27 | 11 | 7 | 9  | 39 | 32 | +7  | 40 |
| 6  | Wellington Phoenix       | 27 | 11 | 7 | 9  | 46 | 43 | +3  | 40 |
| 7  | Newcastle United Jets    | 27 | 10 | 5 | 12 | 40 | 36 | +4  | 35 |
| 8  | Western Sydney Wanderers | 27 | 6  | 6 | 15 | 42 | 54 | −12 | 24 |
| 9  | Brisbane Roar            | 27 | 4  | 6 | 17 | 38 | 71 | −33 | 18 |
| 10 | Central Coast Mariners   | 27 | 3  | 4 | 20 | 31 | 70 | −39 | 13 |

### Resultattabell
| Hemma \ Borta            | ADE | BRI | CCM | MCY | MVC | NEW | PER | SYD | WEL | WSW | ADE | BRI | CCM | MCY | MVC | NEW | PER | SYD | WEL | WSW |
| ------------------------ | --- | --- | --- | --- | --- | --- | --- | --- | --- | --- | --- | --- | --- | --- | --- | --- | --- | --- | --- | --- |
| Adelaide United          |     | 2–1 | 2–1 | 0–2 | 2–0 | 1–1 | 0–2 | 1–1 | 0–0 | 2–2 |     | 4–3 |     |     | 1–0 |     | 0–2 |     | 3–1 | 1–3 |
| Brisbane Roar            | 3–5 |     | 1–1 | 2–0 | 2–4 | 1–6 | 2–4 | 2–1 | 0–0 | 2–2 |     |     |     |     | 0–5 |     |     | 1–3 | 2–1 | 1–4 |
| Central Coast Mariners   | 0–3 | 1–1 |     | 1–1 | 2–3 | 1–2 | 1–4 | 1–2 | 2–8 | 3–1 | 0–1 | 3–5 |     | 2–1 |     |     | 0–3 |     |     |     |
| Melbourne City           | 1–1 | 1–0 | 5–0 |     | 1–1 | 3–0 | 0–0 | 0–3 | 2–0 | 4–3 | 0–0 | 4–1 |     |     |     | 2–1 | 2–2 |     |     |     |
| Melbourne Victory        | 2–0 | 2–1 | 4–1 | 1–2 |     | 2–1 | 2–3 | 2–1 | 1–1 | 4–0 |     |     | 2–1 | 1–1 |     | 0–2 | 1–2 |     | 3–3 |     |
| Newcastle United Jets    | 1–2 | 2–0 | 1–0 | 3–1 | 0–1 |     | 0–2 | 1–1 | 1–1 | 3–2 | 0–0 | 2–2 | 2–3 |     |     |     |     | 2–0 |     |     |
| Perth Glory              | 0–0 | 2–1 | 3–2 | 1–0 | 0–2 | 2–0 |     | 1–2 | 3–0 | 1–1 |     | 4–0 |     |     |     | 1–0 |     | 3–1 | 5–0 | 4–3 |
| Sydney                   | 2–1 | 2–1 | 5–2 | 2–0 | 1–2 | 1–0 | 1–0 |     | 1–3 | 2–0 | 2–0 |     | 1–1 | 0–2 | 2–1 |     |     |     |     |     |
| Wellington Phoenix       | 1–3 | 4–1 | 2–0 | 1–0 | 1–1 | 2–1 | 1–1 | 0–1 |     | 0–3 |     |     | 3–2 | 3–2 |     | 4–0 |     | 0–1 |     | 3–1 |
| Western Sydney Wanderers | 1–2 | 2–2 | 2–0 | 0–2 | 1–2 | 0–2 | 1–1 | 1–3 | 2–3 |     |     |     | 2–0 | 3–0 | 0–1 | 1–5 |     | 1–1 |     |     |

## Slutspel

### Slutspelsträd
|  | Kvartsfinaler            | Kvartsfinaler   |                     |       | Semifinaler | Semifinaler |  |  | Grand Final | Grand Final |
|  |                          |                 |                     |       |             |             |  |  |             |             |
|  |                          |                 |                     |       |             |             |  |  |             |             |
|  |                          |                 |                     |       |             |             |  |  |             |             |
|  |                          |                 |                     |       |             |             |  |  |             |             |
|  | 10 maj 2019              |                 |                     |       |             |             |  |  |             |             |
|  |                          |                 |                     |       |             |             |  |  |             |             |
|  | 1 Perth Glory (str.)     | 3 (5)           |                     |       |             |             |  |  |             |             |
|  | 1 Perth Glory (str.)     | 3 (5)           | 3 maj 2019          |       |             |             |  |  |             |             |
|  |                          |                 | 4 Adelaide United   | 3 (4) |             |             |  |  |             |             |
|  | 4 Adelaide United (e.f.) | 1               | 4 Adelaide United   | 3 (4) |             |             |  |  |             |             |
|  | 4 Adelaide United (e.f.) | 1               | 19 maj 2019         |       |             |             |  |  |             |             |
|  | 5 Melbourne City         | 0               |                     |       |             |             |  |  |             |             |
|  | 5 Melbourne City         | 0               | 1 Perth Glory       | 0 (1) |             |             |  |  |             |             |
|  |                          |                 | 1 Perth Glory       | 0 (1) |             |             |  |  |             |             |
|  |                          | 2 Sydney (str.) | 0 (4)               |       |             |             |  |  |             |             |
|  |                          | 2 Sydney (str.) | 0 (4)               |       |             |             |  |  |             |             |
|  | 12 maj 2019              |                 |                     |       |             |             |  |  |             |             |
|  |                          |                 |                     |       |             |             |  |  |             |             |
|  | 2 Sydney                 | 6               |                     |       |             |             |  |  |             |             |
|  | 2 Sydney                 | 6               | 5 maj 2019          |       |             |             |  |  |             |             |
|  |                          |                 | 3 Melbourne Victory | 1     |             |             |  |  |             |             |
|  | 3 Melbourne Victory      | 3               | 3 Melbourne Victory | 1     |             |             |  |  |             |             |
|  | 3 Melbourne Victory      | 3               |                     |       |             |             |  |  |             |             |
|  | 6 Wellington Phoenix     | 1               |                     |       |             |             |  |  |             |             |
|  | 6 Wellington Phoenix     | 1               |                     |       |             |             |  |  |             |             |

### Kvartsfinaler
|              | 3 maj 2019   | Melbourne Victory                                            | 3 – 1           | Wellington Phoenix | AAMI Park                                              |                                                        |
| 19:50 UTC+10 | 19:50 UTC+10 | Georg Niedermeier 42′ Kosta Barbarouses 53′ Ola Toivonen 71′ | (1 – 0) Rapport | 64′ Roy Krishna    | Melbourne, Victoria Publik: 16 010 Domare: Shaun Evans | Melbourne, Victoria Publik: 16 010 Domare: Shaun Evans |
| 19:50 UTC+10 | 19:50 UTC+10 |                                                              |                 |                    | Melbourne, Victoria Publik: 16 010 Domare: Shaun Evans | Melbourne, Victoria Publik: 16 010 Domare: Shaun Evans |
| 19:50 UTC+10 | 19:50 UTC+10 |                                                              |                 |                    | Melbourne, Victoria Publik: 16 010 Domare: Shaun Evans | Melbourne, Victoria Publik: 16 010 Domare: Shaun Evans |

|                | 5 maj 2019     | Adelaide United   | 0000 1 – 0 (e.fl.) | Melbourne City | Coopers Stadium                                           |                                                           |
| 18:30 UTC+9:30 | 18:30 UTC+9:30 | Ben Halloran 119′ | (0 – 0) Rapport    |                | Adelaide, South Australia Publik: 13 232 Domare: Kurt Ams | Adelaide, South Australia Publik: 13 232 Domare: Kurt Ams |
| 18:30 UTC+9:30 | 18:30 UTC+9:30 |                   |                    |                | Adelaide, South Australia Publik: 13 232 Domare: Kurt Ams | Adelaide, South Australia Publik: 13 232 Domare: Kurt Ams |
| 18:30 UTC+9:30 | 18:30 UTC+9:30 |                   |                    |                | Adelaide, South Australia Publik: 13 232 Domare: Kurt Ams | Adelaide, South Australia Publik: 13 232 Domare: Kurt Ams |

### Semifinaler
|             | 10 maj 2019 | Perth Glory                                                                                           | 0000 3 – 3 (e.fl.)         | Adelaide United | Perth Oval                                                |                                                           |
| 18:30 UTC+8 | 18:30 UTC+8 | Diego Castro 29′, 74′ Scott Neville 104′                                                              | (1 – 0) Rapport            | 81′ Baba Diawara 90+4′ Ryan Kitto 115′ Michael Marrone                                                                | Perth, Western Australia Publik: 17 868 Domare: Alex King | Perth, Western Australia Publik: 17 868 Domare: Alex King |
| 18:30 UTC+8 | 18:30 UTC+8 | |                            | | Perth, Western Australia Publik: 17 868 Domare: Alex King | Perth, Western Australia Publik: 17 868 Domare: Alex King |
| 18:30 UTC+8 | 18:30 UTC+8 | Juande Diego Castro Brendon Santalab Liam Reddy Jake Brimmer Jason Davidson Shane Lowry Joel Chianese | Straffsparksläggning 5 – 4 | Craig Goodwin Jordan Elsey Vince Lia Isaías Sánchez Ben Halloran Baba Diawara Nikola Mileusnic Nathan Konstandopoulos | Perth, Western Australia Publik: 17 868 Domare: Alex King | Perth, Western Australia Publik: 17 868 Domare: Alex King |

|              | 12 maj 2019  | Sydney | 6 – 1           | Melbourne Victory  | Jubilee Oval                                               |                                                            |
| 19:00 UTC+10 | 19:00 UTC+10 | Aaron Calver 3′ Alex Brosque 43′ Leigh Broxham 45+2′ (sjm.) Adam le Fondre 63′ (str.), 68′ Milos Ninkovic 88′ | (3 – 0) Rapport | 90+1′ Ola Toivonen | Sydney, New South Wales Publik: 12 141 Domare: Chris Beath | Sydney, New South Wales Publik: 12 141 Domare: Chris Beath |
| 19:00 UTC+10 | 19:00 UTC+10 | |                 |                    | Sydney, New South Wales Publik: 12 141 Domare: Chris Beath | Sydney, New South Wales Publik: 12 141 Domare: Chris Beath |
| 19:00 UTC+10 | 19:00 UTC+10 | |                 |                    | Sydney, New South Wales Publik: 12 141 Domare: Chris Beath | Sydney, New South Wales Publik: 12 141 Domare: Chris Beath |

Båda vinnarna av semifinalerna var redan kvalificerade för AFC Champions League, Perth Glory var kvalificerad för gruppspelet som seriesegrare, Sydney var kvalificerad för andra kvalomgången som serietvåa, detta gjorde att gruppspelsplatsen vid vinst i Grand Final tillföll Sydney automatiskt. Sydneys plats i andra kvalomgången gick ner en placering i grundserien, till laget på tredjeplats, där Melbourne Victory fick platsen.

### Grand Final
|             | 19 maj 2019 | Perth Glory                        | 0000 0 – 0 (e.fl.)         | Sydney                                                         | Perth Stadium                                               |                                                             |
| 16:45 UTC+8 | 16:45 UTC+8 |                                    | (0 – 0) Rapport            |                                                                | Perth, Western Australia Publik: 56 371 Domare: Shaun Evans | Perth, Western Australia Publik: 56 371 Domare: Shaun Evans |
| 16:45 UTC+8 | 16:45 UTC+8 |                                    |                            |                                                                | Perth, Western Australia Publik: 56 371 Domare: Shaun Evans | Perth, Western Australia Publik: 56 371 Domare: Shaun Evans |
| 16:45 UTC+8 | 16:45 UTC+8 | Juande Andy Keogh Brendon Santalab | Straffsparksläggning 1 – 4 | Adam le Fondre Brandon O'Neill Rhyan Grant Reza Ghoochannejhad | Perth, Western Australia Publik: 56 371 Domare: Shaun Evans | Perth, Western Australia Publik: 56 371 Domare: Shaun Evans |

## Statistik

### Skytteligan
| Rank | Spelare           | Lag                      | Mål |
| ---- | ----------------- | ------------------------ | --- |
| 1    | Roy Krishna       | Wellington Phoenix       | 19  |
| 2    | Adam le Fondre    | Sydney                   | 18  |
| 3    | Kosta Barbarouses | Melbourne Victory        | 15  |
| 3    | Andy Keogh        | Perth Glory              | 15  |
| 3    | Ola Toivonen      | Melbourne Victory        | 15  |
| 6    | Roy O'Donovan     | Newcastle United Jets    | 11  |
| 6    | Adam Taggart      | Brisbane Roar            | 11  |
| 6    | David Williams    | Wellington Phoenix       | 11  |
| 9    | Craig Goodwin     | Adelaide United          | 10  |
| 9    | Oriol Riera       | Western Sydney Wanderers | 10  |